# Finna balansen
Finna balansen är ett musikalbum av Mächy som släpptes 2014.

## Låtlista
| Spår | Titel                                             | Tid   |
| ---- | ------------------------------------------------- | ----- |
| 1    | Utanför och röker                                 | 03:41 |
| 2    | Lever livet - Format                              | 03:48 |
| 3    | Ballonger i köket - Öris                          | 02:56 |
| 4    | Mächy med hatten                                  | 03:10 |
| 5    | Samma snubbe                                      | 04:14 |
| 6    | Voodoo på dig                                     | 03:09 |
| 7    | Ensam i en bar                                    | 02:54 |
| 8    | Dö i natt - Jack Moy                              | 03:03 |
| 9    | Pang! - Martin Zamora, Öris, Queff, Toffer, Bobbo | 03:39 |
| 10   | Balansen                                          | 04:07 |